# Trigonella glabra
Trigonella glabra är en ärtväxtart som beskrevs av Carl Peter Thunberg. Enligt Catalogue of Life ingår Trigonella glabra i släktet trigonellor och familjen ärtväxter, men enligt Dyntaxa är tillhörigheten istället släktet trigonellor och familjen ärtväxter. Arten förekommer tillfälligt i Sverige, men reproducerar sig inte. Utöver nominatformen finns också underarten T. g. uncata.